# Windows 3.0
Windows 3.0 (енгл. Windows 3.0) је треће главно издање Windowsа, изашло на тржиште 22. маја 1990. Постао је прва у ширем кругу успешна верзија Windows-а и моћан ривал Епловом мекинтошу и Комодоровој амиги на пољу графичког корисничког окружења.
Windows 3.0 потиче из 1989. када су Дејвид Вејс и Муреј Сергент независно одлучили да направе Windows у (енгл. Protected Mode). Направили су прототип и дали га Мајкрософту, а били су довољно задовољни да реализују и објаве пројекат.

## Минимални системски захтеви
| CPU           | RAM                     | MS-DOS         | Хард диск простор | Видео        |
| ------------- | ----------------------- | -------------- | ----------------- | ------------ |
| 8086 или боље | 384KB (енгл. Real Mode) | 3.1 или новији | 6-7MB             | EGA/VGA/XGA  |
|               | 1MB за стандардни мод   |                |                   | CGA/Hercules |
|               | 2MB за побољшани мод    |                |                   | 8514/A       |